# Alessandro Lustig Piacezzi

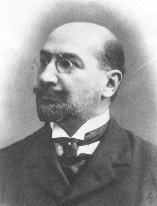
Alessandro Lustig Piacezzi

Alessandro Lustig Piacezzi, eigentlich Leon Elissen Lustig, (geboren 5. Mai 1857 in Triest, Kaisertum Österreich; gestorben 23. September 1937 in Marina di Pietrasanta, Italien) war ein österreichisch-italienischer Arzt, Anatom, Pathologe und Hochschullehrer.

## Leben

### Familie
Lustig wurde in einer jüdischen Familie geboren als Sohn von Moritz Lustig, einem aus Ungarn stammenden Kaufmann für Trauerkleidung (geboren 1821, gestorben am 18. Juni 1897 in Triest) und Regina oder Anna, genannt Nina, Segrè, (geboren 3. März 1826 in Triest, gestorben 19. Februar 1903 ebenda). Er hatte zwei ältere Schwestern und zwei jüngere Brüder und war mit Linda Piacezzi, (geboren 1. März 1872 in Triest, gestorben 13. Juli 1955 in Florenz) verheiratet. Das Ehepaar hatte vier Kinder, zwei Söhne und zwei Töchter. Alle Kinder wurden in Florenz geboren. 1915 änderte er nach dem italienischen Kriegseintritt in den Ersten Weltkrieg seinen Nachnamen in Lustig Piacezzi, publizierte aber weiter unter dem alleinigen Namen Lustig.
Lustig war österreichischer Staatsbürger und erhielt durch Königlichen Erlass vom 14. Dezember 1890 die italienische Staatsbürgerschaft.

### Ausbildung und Beruf
Nach dem Schulbesuch in seiner Heimatstadt Triest, studierte er an der Universität Wien bei Ernst Wilhelm von Brücke. Während seiner Studienzeit legte er auch seinen ursprünglichen Vornamen ab und nannte sich fortan Alessandro. 1883 promovierte er auf den Gebieten Medizin und Chirurgie. Dann wechselte er an das Institut für Physiologie der Universität Innsbruck. Dort arbeitete er als Assistent.
Nachdem er nach Triest zurückgekehrt war, wurde Lustig zweiter Arzt der zweiten medizinischen Abteilung des Städtischen Krankenhauses. Bis 1886 leitete er das Krankenhaus Santa Maria Maddalena Superiore. 1887 wechselte er nach Turin, nachdem die österreichischen Behörden wegen seiner Freundschaft mit Giovanni Sabbatini, einem Freund des hingerichteten Irredentisten Guglielmo Oberdan, Ermittlungen gegen ihn aufgenommen hatten. In Turin leitete er das Labor des Mauriziano-Umberto-I-Hospitals.
1889 wurde er zum ordentlichen Professor für allgemeine Pathologie an die Universität Cagliari berufen.
1890 wurde er zum außerordentlichen Professor für allgemeine Pathologie an die Universität Florenz berufen und leitete das angeschlossene medizinisch-pathologische Labor. Ab 1892 war er dort ordentlicher Professor.
Insgesamt war Lustig Piacezzi 43 Jahre lang Professor an der Universität Florenz bis zu seiner Emeritierung 1932. Zu seinen Schülern gehörten Giuseppe Levi, Gino Galeotti und Pietro Rondoni.

### Einsatz im Ersten Weltkrieg
Lustig meldete sich während des Ersten Weltkrieges, mittlerweile 58 Jahre alt, als Arzt freiwillig für den Dienst beim italienischen Heer. Im Rang eines Majors ergriff er Maßnahmen, um die Ausbreitung von Infektionskrankheiten unter den Soldaten zu stoppen. An der Isonzofront machte er auf dem Karst Bekanntschaft mit Gasverletzungen, verursacht durch den Einsatz von Giftgas wie Phosgen und Yperit.
Die Auswirkung von chemischen Kampfstoffen, deren Eindämmung und die Behandlung von Gasverletzungen sollte ihn ein Leben lang beschäftigen. Sein dazu 1921 in mehreren Auflagen erschienenes Werk wurde in mehreren Sprachen übersetzt und gehörte in Europa zu den fundamentalen Arbeiten zu diesem Thema. Für seinen Einsatz wurde er zum Oberstleutnant und später zum Oberst befördert sowie mit drei Verdienstkreuzen, feierlichen Belobigungen des Oberkommandos und der Goldmedaille für Verdienste um die öffentliche Gesundheit ausgezeichnet.
Lustig war während des Krieges zudem Lehrer an der Università Castrense in San Giorgio di Nogaro, die 1916 eingerichtet worden war, um Medizinstudenten der höheren Semester mit der Kriegschirurgie vertraut zu machen. Seine Kriegserfahrungen mit chemischen Kampfstoffen veranlassten ihn 1920 unter Schirmherrschaft des italienischen Kriegsministeriums ein Zentrum für Laboratoriumsmedizin an der Universität Florenz einzurichten. Der Besuch des Zentrums stellte in der Folge für den überwiegenden Teil der in Italien ausgebildeten Pathologen eine Pflichtpassage ihrer Ausbildung dar.

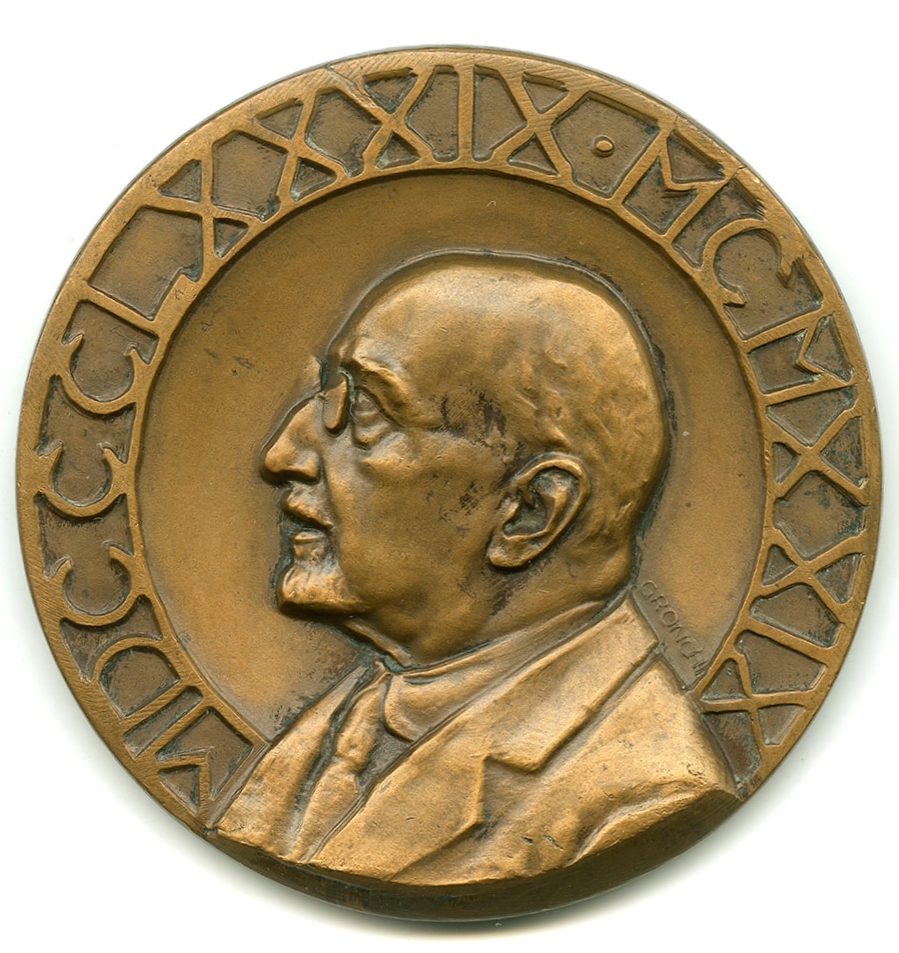
Alessandro Lustig auf einer von Giuseppe Gronchi geschaffenen Gedächtnismedaille im Museo Galileo

## Forschungsinteressen
Neben seinem kriegsbedingten Interesse für chemische Kampfstoffe, erforschte Lustig vor dem Krieg die Infektionskrankheiten Cholera und Malaria. Für die türkische Regierung führte er in Anatolien eine Malaria-Kampagne durch. 1897 reiste er im Auftrag der britischen Regierung zusammen mit seinen Schülern nach Indien, um dort die Pest zu erforschen. Dort entwickelte er erfolgreich Impfstoffe gegen die Pest. 1910 wurde er von der italienischen Regierung mit der Hygieneerziehung und dem Kampf gegen die Malaria auf Sardinien beauftragt. Lustig reiste nach Brasilien und Argentinien, um dort Lepra, Malaria und andere Infektionskrankheiten zu studieren. Nach seiner Rückkehr erhielt er von der italienischen Regierung den Auftrag die Pellagra zu studieren. Er kam zu dem Ergebnis, dass die Pellagra durch Mangelernährung hervorgerufen wird. Seine Forschungen wurden durch den Ersten Weltkrieg unterbrochen. Nach Kriegsende setzte Lustig seine Untersuchungen zur Pellagra und zu anderen Infektionskrankheiten fort.

## Politisches Engagement
Lustig war ein italienischer Patriot, Irredentist und Freimaurer. Bereits während seiner Studienzeit gründete er 1881 in Wien den italienisch akademischen Kreis (italienisch Circolo Accademico Italiano) für Italienisch sprechende Studenten. In dieser Zeit wurde er in seiner Heimatstadt auch Vorstandsmitglied im stark irredentistisch geprägten Gymnastikverein Triestina. Daneben gehörte er verschiedenen patriotisch orientierten Institutionen an: der Leonardo-da-Vinci-Gesellschaft, der Hygiene-Gesellschaft, dem lokalen Komitee der Dante-Alighieri-Gesellschaft. Bei den Freimaurern wurde er 1905 Meister in der zum Großorient von Italien gehörenden Loggia Universo in Rom.
Lustig arbeitete von 1903 bis 1911 im Obersten Rat für Volksbildung und im Obersten Rat für Gesundheit mit. 1911 wurde er auf Vorschlag von Giuseppe Colombo zum Senator des Königreichs ernannt. Von 1920 bis zu seinem Tod 1937 war Lustig Piacezzi Präsident des Nationalen Werks zum Schutz und zur Hilfeleistung von Kriegsbeschädigten. Seit 1925 war er Präsident der italienischen Liga zur Krebsbekämpfung. Außerdem war er Präsident des italienischen Roten Kreuzes zur Abwehr des Gaskrieges gegen die Zivilbevölkerung und Generalvizepräsident des Italienischen Roten Kreuzes.

## Auszeichnungen, Ehrungen
Lustig Piacezzi war korrespondierendes Mitglied der Accademia Nazionale dei Lincei in Rom und Honorarprofessor der Universität von Buenos Aires.
Für seine Verdienste erhielt er die folgenden Auszeichnungen:
- Ritterorden der hl. Mauritius und Lazarus in den Graden
  - Ritter (1900)
  - Offizier (1904)
  - Komtur (1915)
  - Großoffizier (1919)
  - Großkreuz (1933)

- Orden der Krone von Italien in den Graden
  - Komtur (1906)
  - Großoffizier (1917)
  - Großkreuz (1924)[1][2]

## Veröffentlichungen (Auswahl)
- Pathologie und Klinik der Kriegsgaskrankheiten, Mailand 1930.
- Maltafieber, in Handbuch der pathogenen Mikroorganismen, IV, Jena-Berlin-Wien 1928, S. 511–584.
- Die Auswirkungen von Erstickungs- und Tränengasen während des Krieges (1916–1918): Maßnahmen und Behandlung, 1921.
- Infektionskrankheiten von Mensch und Tier: eine praktische Abhandlung über die Parasitologie für Ärzte und Tierärzte, 1913.
- Die Wirkungen der Malariagesetzgebung in Italien mit besonderer Rücksicht auf die Einrichtung des Staats-Chinins, Separatabdruck aus der Hygienischen Rundschau 1913, No. 5.
- Acht Jahre staatlicher Chininbetrieb in Italien und der Kampf gegen die Malaria, Sonderdruck aus der Münchener medizinischen Wochenschrift, No. 38, 1912.
- Die Grotte Giusti in Monsummano und die Bäder von Montecatini (Führer durch das Nievoletal in Toskana), Wien und Leipzig Wilhelm Braumüller Universitäts-Verlagsbuchhandlung 1905.
- Abhandlung über allgemeine Pathologie, 1901.
- Über Tuberkulose-Prophylaxe: Historisches Gedächtnis der National League Against Tuberculosis, 1899.
- Diagnostik der Bakterien des Wassers, Fischer, Jena 1893.
- Diagnose von Wasserbakterien mit einem Leitfaden zur bakteriologischen und mikrokospischen Forschung von Dr. Alessandro Lustig, Professor für Allgemeine Pathologie an der R. Universität Cagliari, Rosenberg & Sellier, Turin 1890.
- Das Contagium der Influenza (Brustinfluenza, Brustseuche, Influenza pectoralis) der Pferde, in Centralblatt für die medizinische Wissenschaften, XXIII, 1885, S. 401–404.
- Über Tuberkelbacillen im Blute bei an allgemeiner akuter miliartuberkulose Erkrankten, in Wiener Medizinische Wochenschrift, XXXIX, 1884, S. 1429–1431.
- Embryologische Studien zur Entwicklung des Geschmackssinns, Beiträge zur Kenntnis der Entwickelung der Geschmacksknospen, in Sitzungsberichte der Kais Akademie der Wissenschaften, Mathematisch-naturwissenschaftliche Klasse, LXXXIX, 1884, S. 308–324.
- Handbuch der klinischen Mikroskopie: mit Berücksichtigung der wichtigsten chemischen Untersuchungen am Krankenbette und der Verwendung des Mikroskopes in der gerichtlichen Medicin zusammen mit Giulio Bizzozero, Stefan Bernheimer, Hermann Nothnagel, Erlangen, 1883, neue Auflage: Forgotten Books, 2018, ISBN 978-1-332-48072-2.
- Zeitmessende Beobachtungen über die Wahrnehmung des sich entwickelnden positiven Nachbildes eines elektrischen Funkens, Physiologie der Menschen und der Thiere, Sitzungsberichte der Akademie der Wissenschaften in Wien, Mathematisch-naturwissenschaftliche Klasse, XXXIII, 1883–84, S. 494–512, in Zusammenarbeit mit Maximilian von Vintschgau.
- Zur Kenntnis des Faserverlaufes im menschlichen Rückenmarke, in Sitzungsberichte der Akademie der Wissenschaften in Wien, Mathematisch-naturwissenschaftliche Klasse, LXXXVIII, 1883, S. 139–158.
- Über die Nervenendigung in den glatten Muskelfasern, in Sitzungsberichte der Akademie der Wissenschaften in Wien, Mathematisch-naturwissenschaftliche Klasse, LXXXVI 1881, S. 186–194.